# Идол (приток Неи)
Идол — река в России, протекает по территории Парфеньевского, Чухломского и Антроповского районов Костромской области. Устье реки находится в 179 км от устья Неи по левому берегу. В 20 км от устья впадает левый приток Козна. Длина реки составляет 44 км, площадь водосборного бассейна — 268 км².

## Данные водного реестра
По данным государственного водного реестра России относится к Верхневолжскому бассейновому округу, водохозяйственный участок реки — Унжа от истока и до устья, речной подбассейн реки — Бассей притоков Волги ниже Рыбинского водохранилища до впадения Оки. Речной бассейн реки — (Верхняя) Волга до Куйбышевского водохранилища (без бассейна Оки).
Код объекта в государственном водном реестре — 08010300312110000016171.